# Canton, Georgia
Canton är en stad (city) i Cherokee County, i delstaten Georgia, USA. Enligt United States Census Bureau har staden en folkmängd på 23 380 invånare (2011) och en landarea på 48,2 km². Canton är huvudort i Cherokee County.